# Araguacema
Araguacema este un oraș în Tocantins (TO), Brazilia. 